# Powiat de Wałcz
Le powiat de Wałcz (en polonais : powiat wałecki) est un powiat appartenant à la voïvodie de Poméranie occidentale dans le nord-ouest de la Pologne.

## Division administrative

Carte du powiat.

Le powiat de Wałcz comprend 5 communes :
- 1 commune urbaine : Wałcz ;
- 3 communes mixtes : Człopa, Mirosławiec et Tuczno ;
- 1 commune rurale : Wałcz.